# Clan Pariante
Il clan Pariante è un sodalizio camorristico operante nella periferia ovest di Napoli, più precisamente nell'area dei comuni di Bacoli e Monte di Procida.

## Storia
Rosario Pariante iniziò la propria carriera criminale con Paolo Di Lauro, nel gruppo del vecchio padrino Aniello La Monica, morto nel 1982. Infatti, Pariante aiuterà Di Lauro a fondare il suo impero criminale, il clan Di Lauro. Essendo il numero due del clan, Pariante gestisce il traffico di droga e le estorsioni a imprese e cantieri.
Almeno fino al 2004, Pariante era ancora il braccio destro e il tesoriere dei Di Lauro, ma insieme a Gennaro Marino e Arcangelo Abete decide la scissione dal clan, dopo essere in disaccordo con il modo in cui Cosimo Di Lauro, figlio di Paolo, gestiva l'organizzazione, considerando il nuovo boss troppo immaturo, sanguinario e intrattabile. Inizia così la Prima faida di Scampia.
Il 5 dicembre 2004, Enrico Mazzarella, il braccio destro di Rosario, è morto a Bacoli in un agguato voluto da Cosimo Di Lauro come esempio per gli Scissionisti di Secondigliano.
Il 24 gennaio 2005, Attilio Romanò, un giovane imprenditore, è stato ucciso dai killer del clan di Lauro. Il reale obiettivo dell'agguato era Salvatore Luise, nipote del boss Rosario Pariante.
La fine della prima faida di Scampia avviene quando Paolo Di Lauro, dopo il suo arresto, in un’aula di tribunale, baciò Vincenzo Pariante, un segnale all’esterno che la guerra era finita.

## Fatti recenti
Nel dicembre 2017 è stato scarcerato il boss Vincenzo Pariante, fratello di Rosario.
Secondo quanto emerge dalla relazione della Direzione Investigativa Antimafia, l'attuale regente del clan Pariante è Genny, figlio del boss Rosario Pariante.